# Dorćol
Dorćol (Дорћол) è un quartiere di Belgrado, capitale della Serbia, appartenente alla municipalità di Stari Grad.

## Ubicazione
Il quartiere è diviso in due settori, Gornji Dorćol (superiore) che inizia dalla piazza degli Studenti (Studentski Trg) e arriva in via Cara Dušana, e Donji Dorćol (inferiore), chiamato anche Jalija, che occupa l'area tra le vie Cara Dušana e Francuska e la riva destra del fiume Danubio.
Confina con i quartieri di Stari Grad col quale condivide parte del territorio occupato dal parco Kalemegdan e con Jevremovac.

## Storia

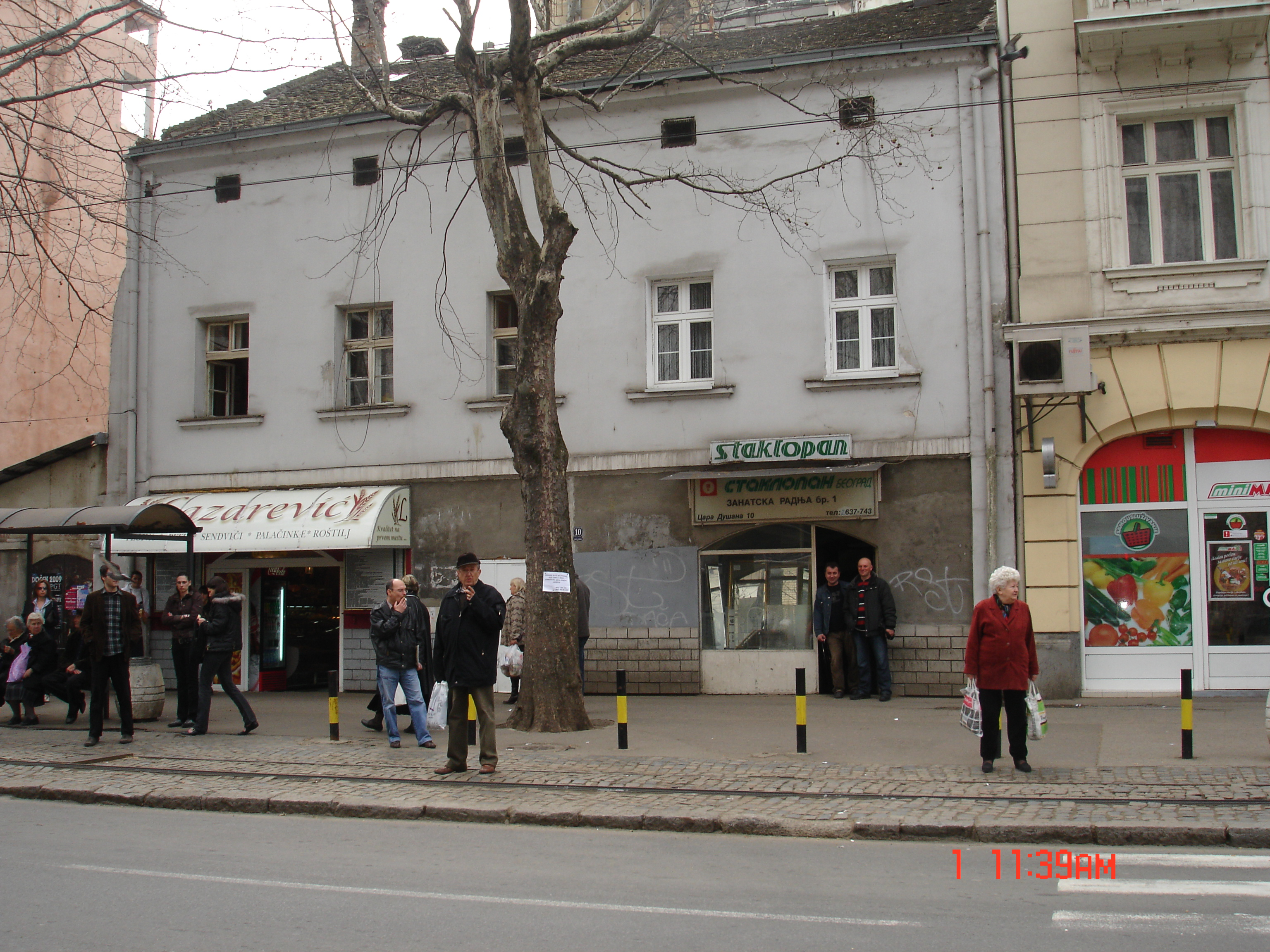
Il più antico edificio di Dorćol

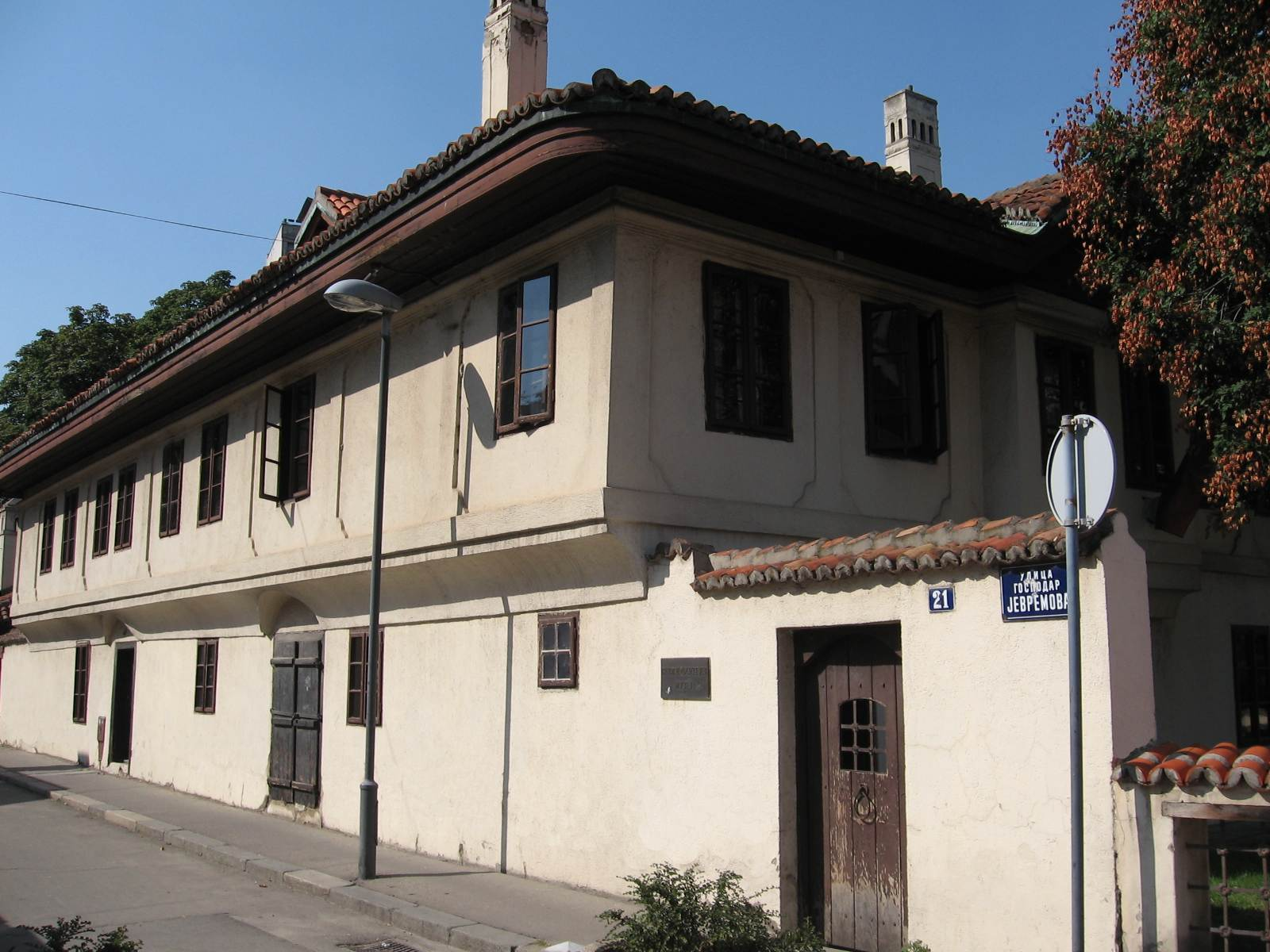
Casa antica a Dorćol

Il nome del quartiere deriva dalle parole turche dört (quattro) e yol (strada), letteralmente, incrocio. All'epoca del dominio ottomano era un fiorente centro mercantile attivo intorno al porto sul Danubio, in cui erano aperti empori e botteghe di commercianti di differenti nazionalità. In particolare, era il centro di una nutrita comunità ebraica la cui eco rimane nel nome di una sola strada, la via Jevrejska.
Durante la temporanea occupazione austriaca del nord della Serbia (1717-1739), a Donji Dorćol si installò la corte del principe Eugenio di Savoia. Quando Belgrado divenne capitale della Serbia indipendente, Dorćol iniziò a perdere il suo carattere cosmopolita. Rientrò nei piani regolatori che man mano modificarono e ingrandirono la città: le vecchie case, le botteghe e quasi tutti gli antichi edifici di epoca turca furono via via abbattuti per la costruzione delle larghe arterie viarie, o sostituiti da nuovi caseggiati; l'area, un tempo caratterizzata da ampi giardini alberati e case di campagna, negli ultimi decenni è stata fortemente edificata con moderni caseggiati ad uso residenziale e commerciale. La più antica dimora di Belgrado, tuttavia, si trova proprio nel quartiere di Dorćol, al numero 10 della via Cara Dušana.

## Economia
La zona settentrionale e quella occidentale di Dorćol sono essenzialmente residenziali, mentre la parte orientale e quella lungo la riva del Danubio hanno una vocazione soprattutto industriale e commerciale. Hanno sede qui un deposito e le officine dell'azienda cittadina di trasporto (GSP) e della società per i servizi idrici (BVK); vi è collocata la centrale elettrica "Dunav", un mercato ortofrutticolo, industrie alimentari, di autoveicoli, officine, magazzini e hangar.

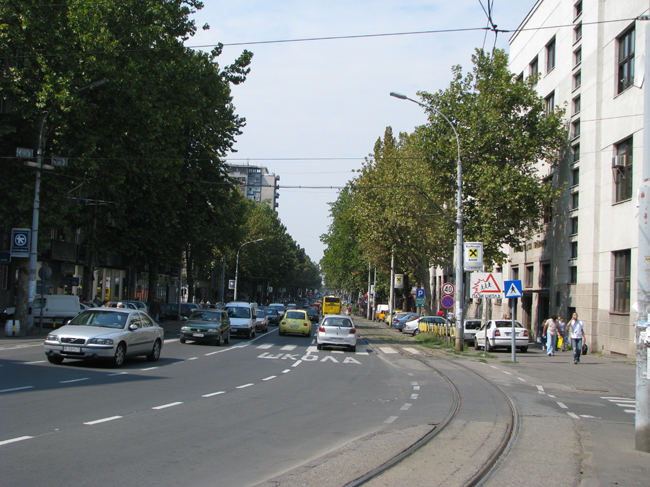
La via Cara Dušana

Dal punto di vista delle infrastrutture per i trasporti, nel quartiere passa la linea ferroviaria che fiancheggia la fortezza di Belgrado e arriva fino al
sobborgo di Pančevo e, oltre, in Voivodina. Linee di tram percorrono una delle arterie principali del quartiere, la via Cara Dušana, collegandolo
al centro e alle zone più periferiche della città. La grande via Dunavska, poi, lo mette in comunicazione col ponte che porta a Pančevo e al nord
della Serbia e con quelli che conducono a Novi Beograd. Un'altra importante strada di Dorćol è la Obala Majora Gavrilovića, intitolata ad un ufficiale serbo che prese parte alla difesa della città durante la prima guerra mondiale. Si tratta di un
viale che costeggia il Danubio: è una strada rinomata per i locali notturni, i pub e i bar in cui i belgradesi amano ritrovarsi.

### Marina Dorćol
Nel quadro più generale della riqualificazione urbanistica e dello sviluppo della città di Belgrado, è inserito il progetto della marina di Dorćol. Nei pressi
dell'attuale piccolo porto turistico, sono iniziati, e sono in fase di progresso, i lavori per la creazione di un moderno quartiere a vocazione
commerciale e residenziale. Verranno
costruiti edifici adibiti ad abitazione di lusso, un albergo, sedi di uffici, nuovi parcheggi, aree verdi, percorsi pedonali e piste ciclabili. Verrà rimodernato l'attuale porticciolo per aumentarne la ricettività e creare la
possibilità di attracco per gli yacht. In totale, l'area interessata alle nuove costruzioni o al rimodernamento di quelli esistenti è di 148 000 metri
quadrati.

## Architettura e arte

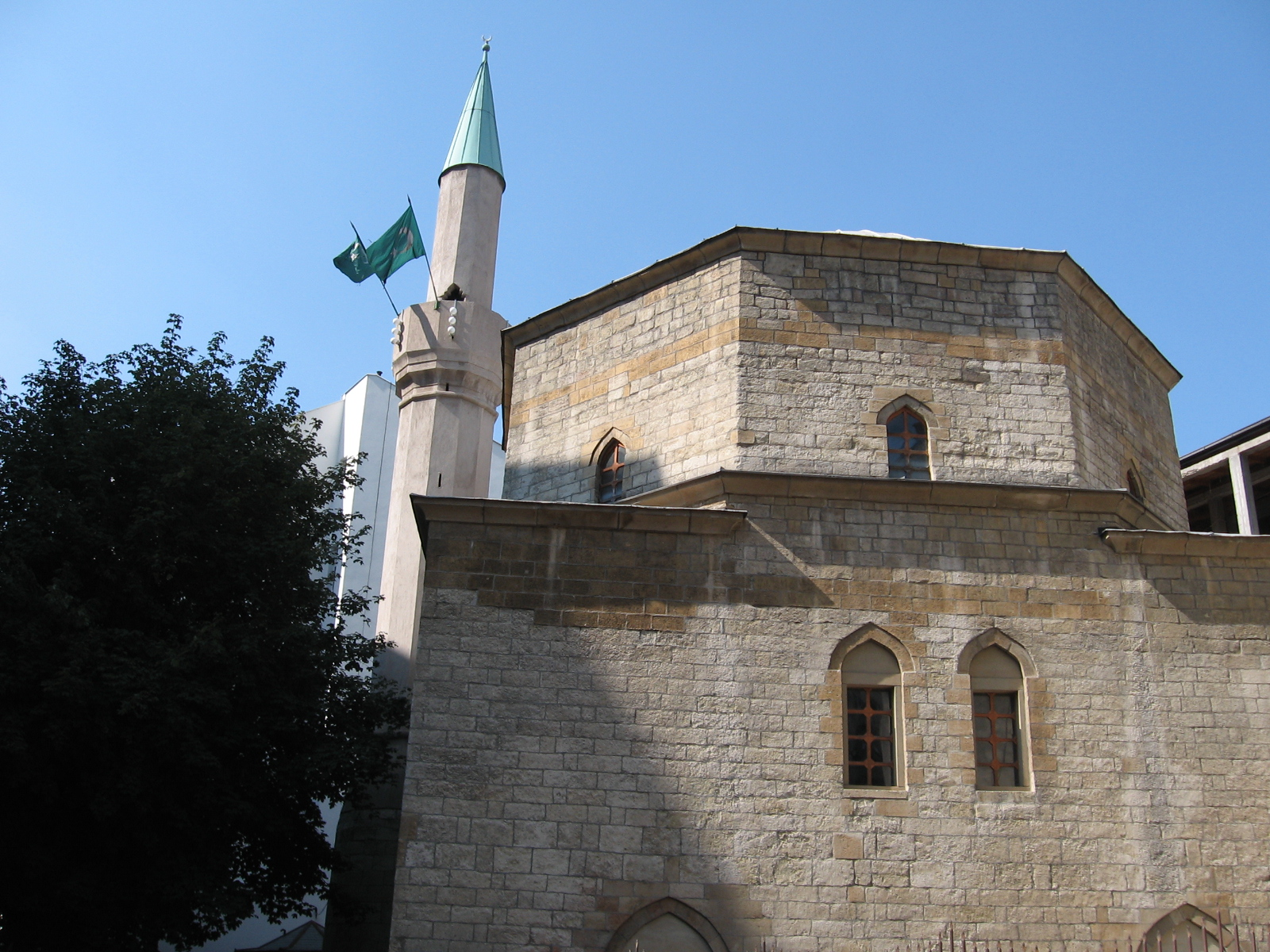
La Moschea Bajrakli

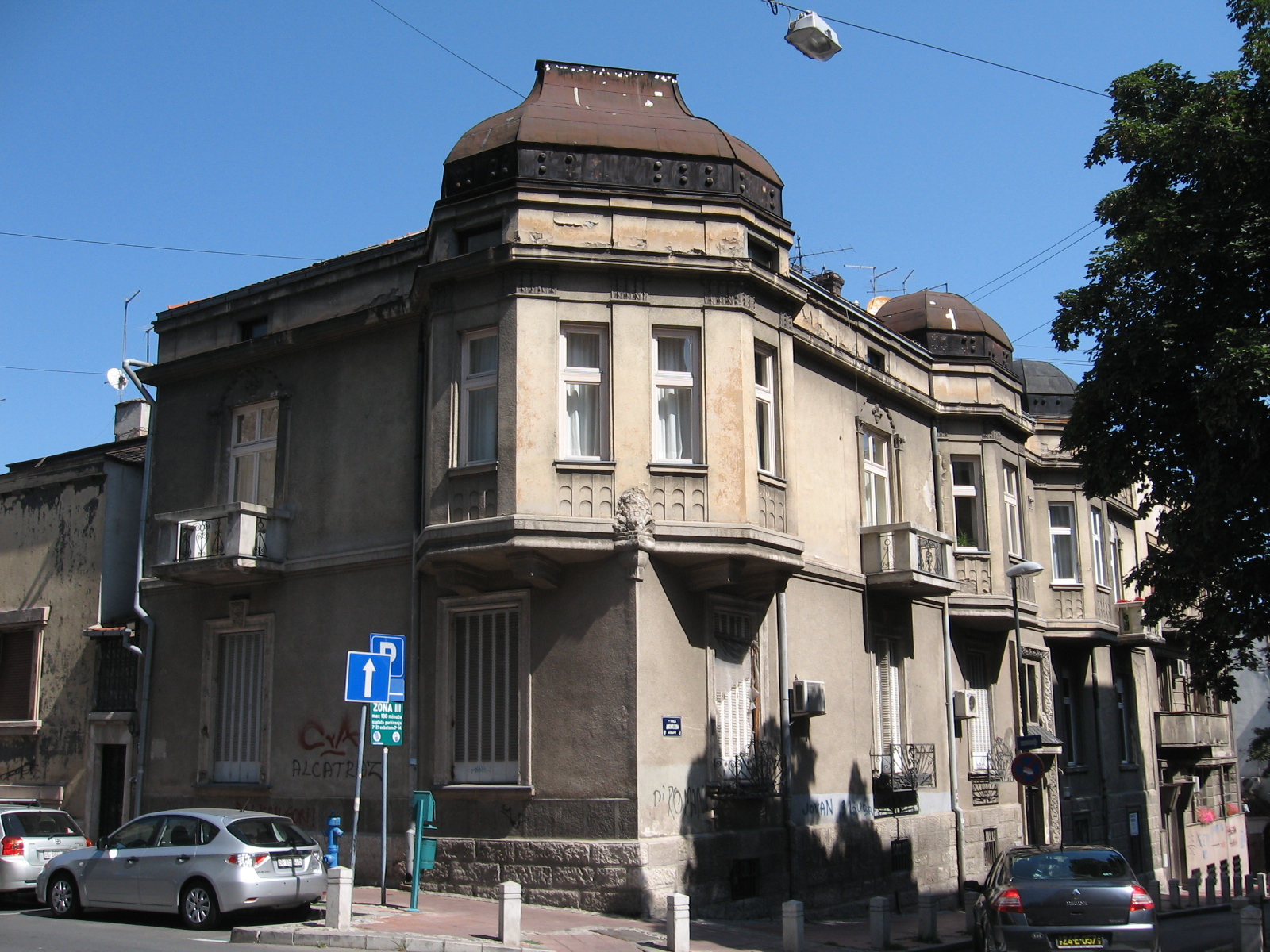
Vecchie case

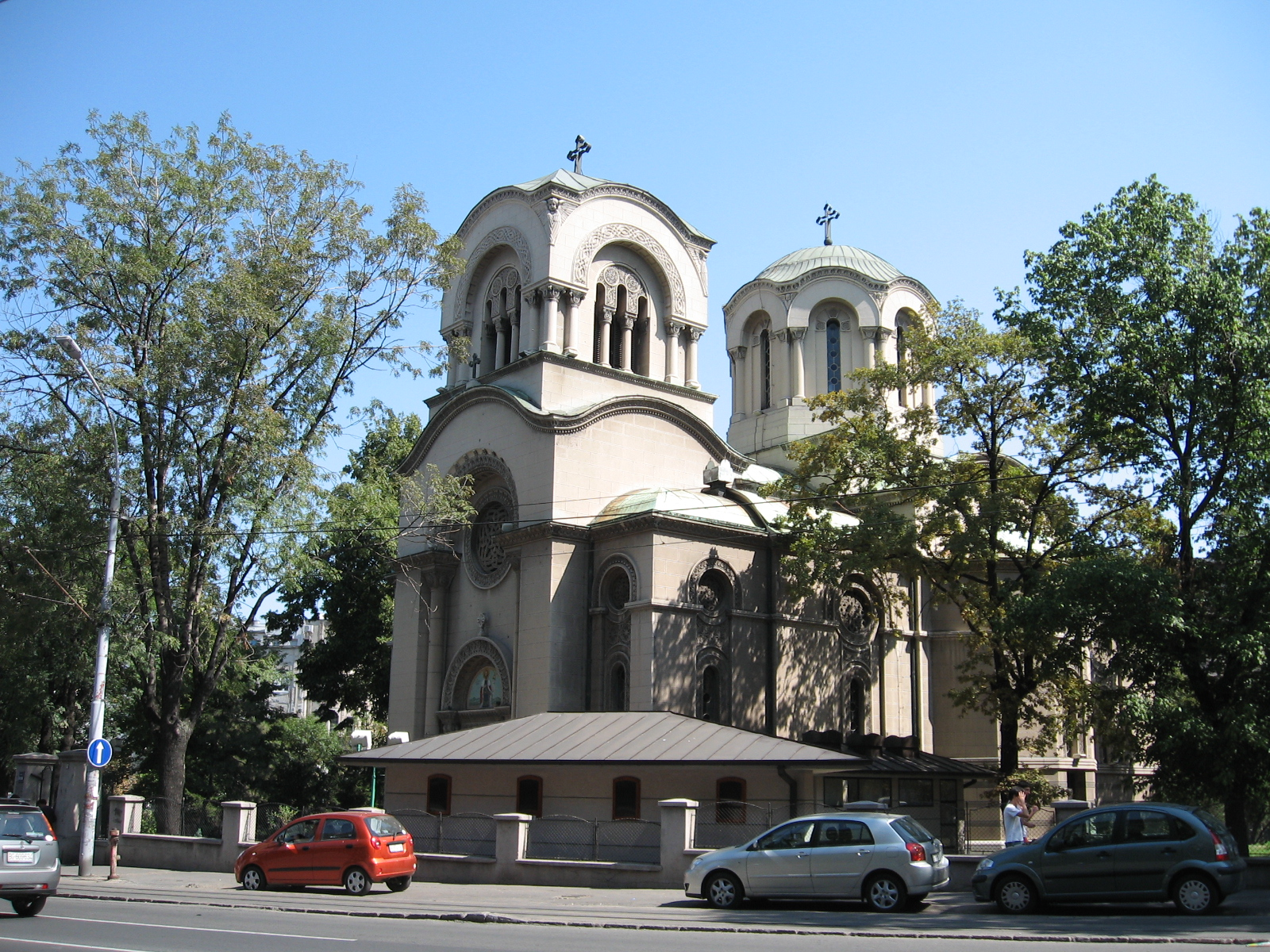
Chiesa di Aleksandr Nevskij

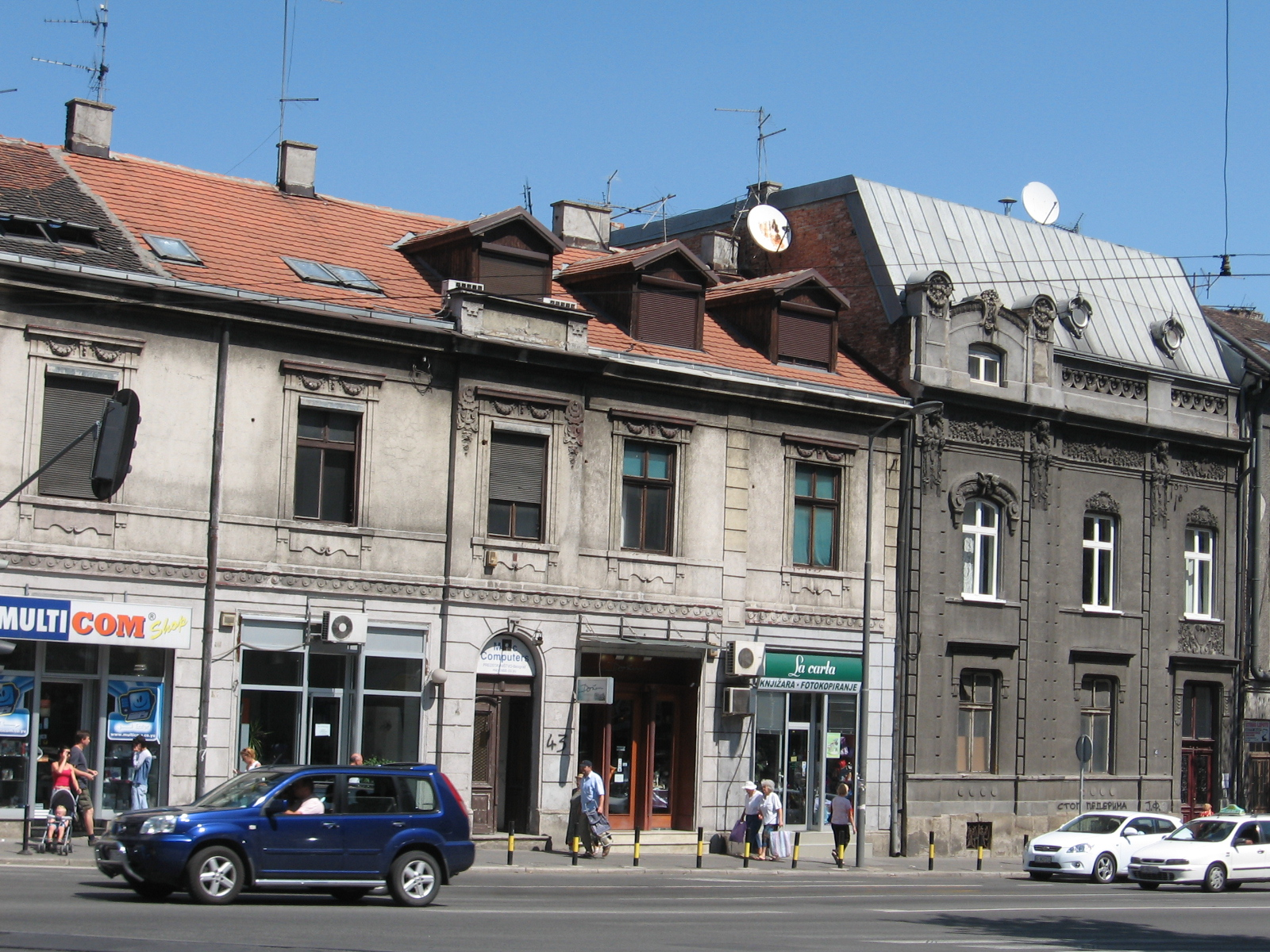
Strada di Dorćol

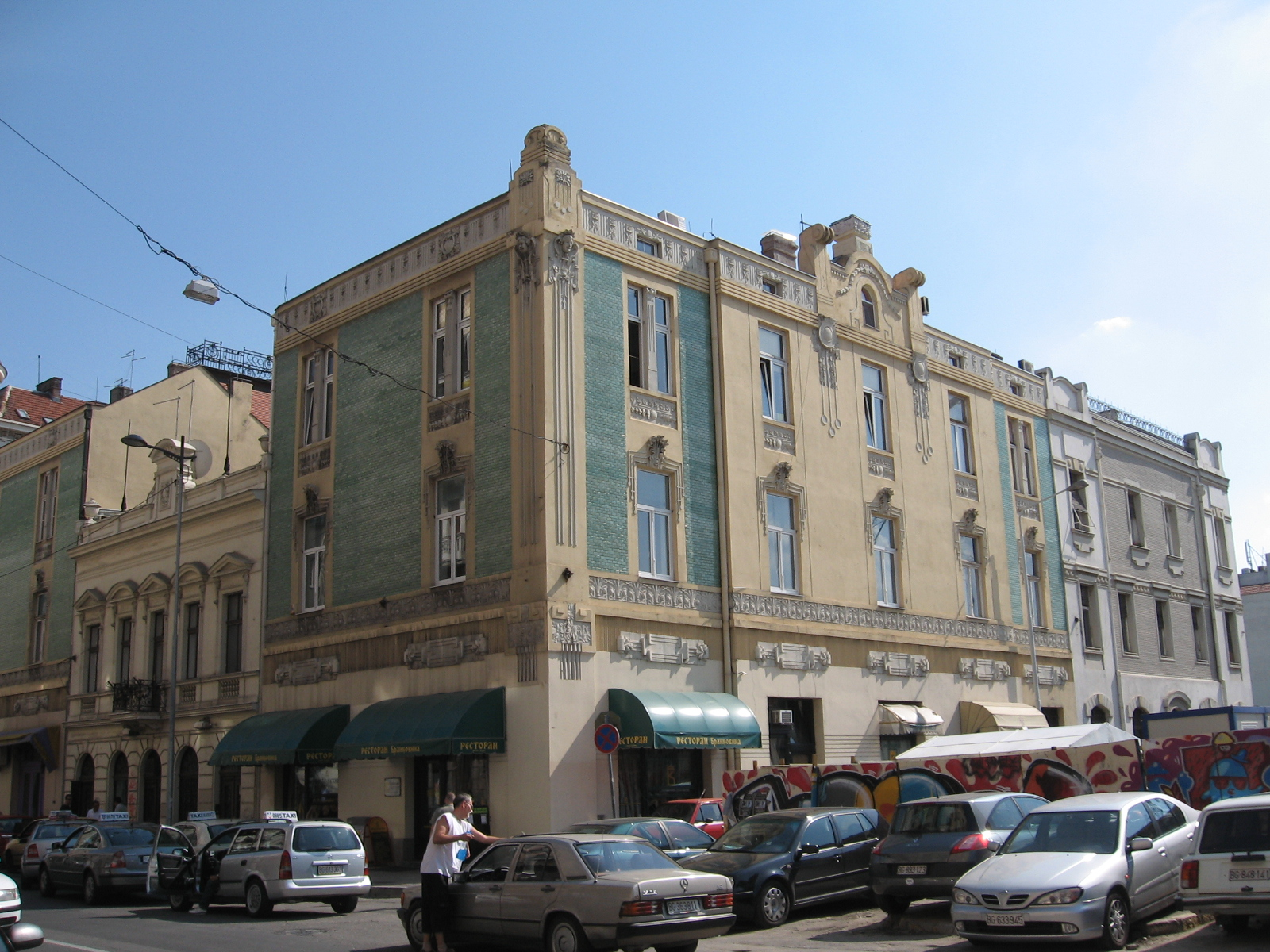
Edificio Liberty

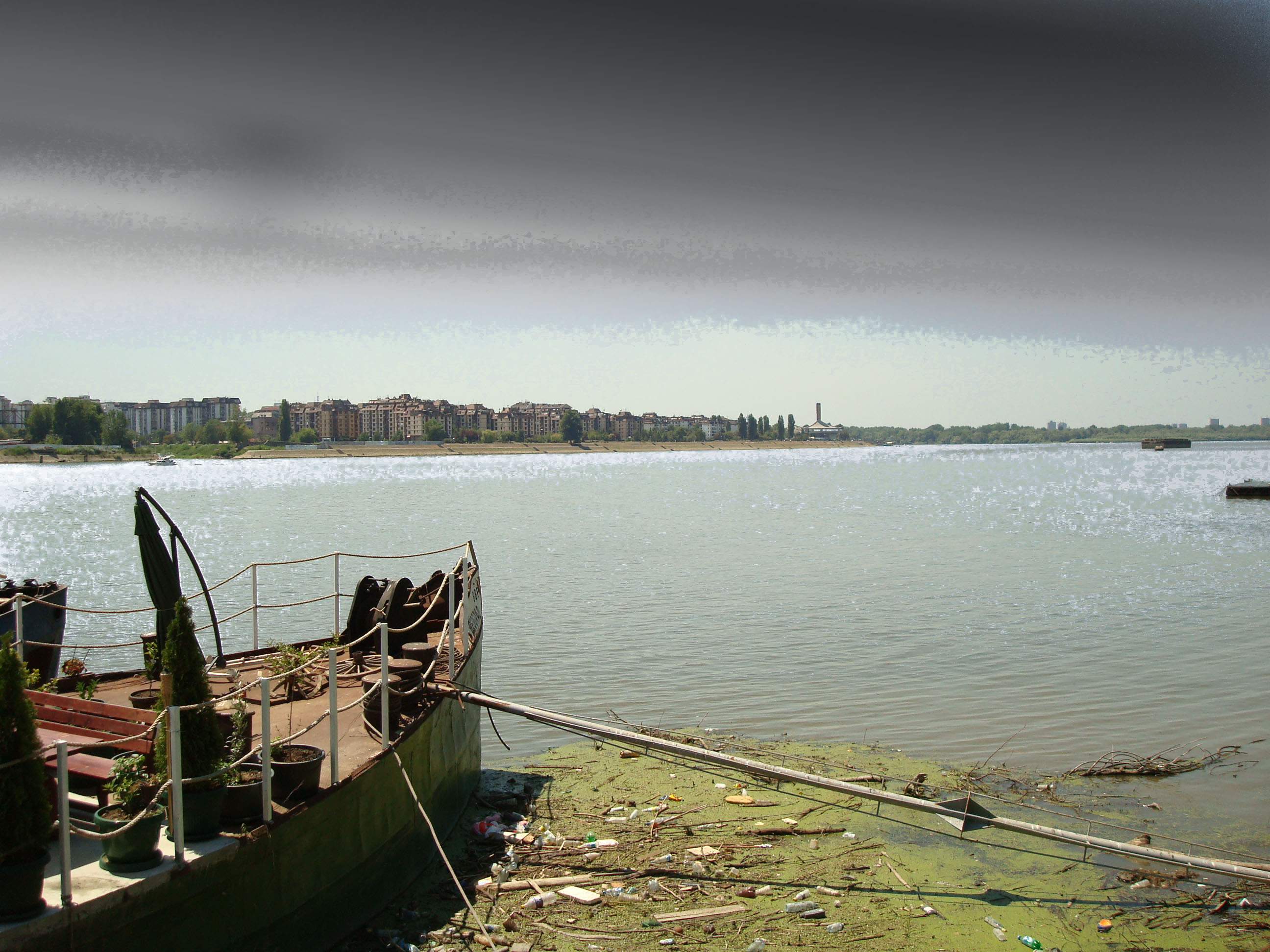
Riva del Danubio

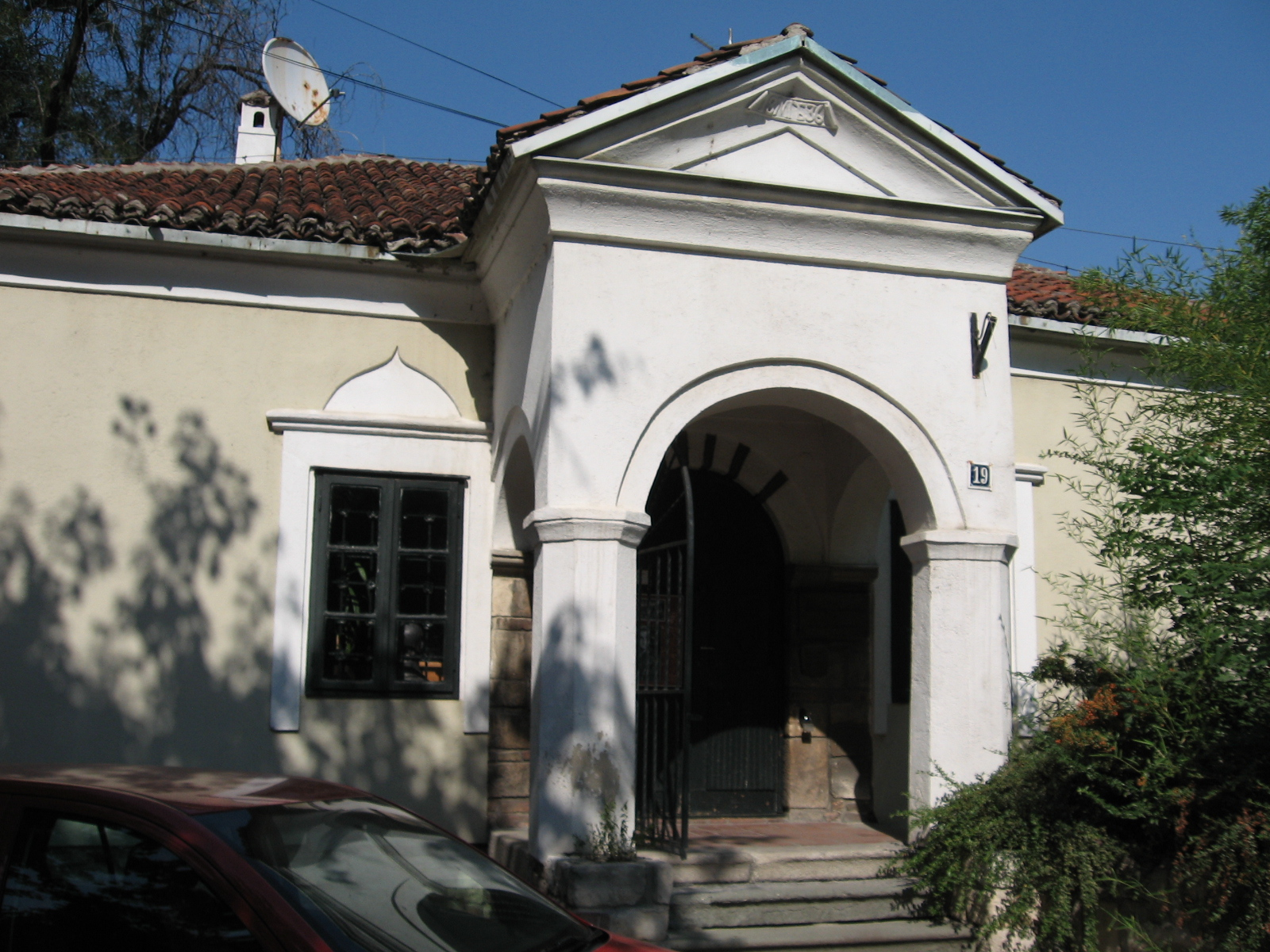
Museo dell'Arte teatrale

Durante la dominazione ottomana, la zona a sud della fortezza sede del governo turco della città, era occupata da parchi disseminati
di fontane e moschee. Le zone edificate ed abitate erano quelle immediatamente a ridosso della fortezza: quella di Kosančićev Venac abitata da
popolazione serba e quella di Dorćol dove vivevano i turchi assieme a diverse altre nazionalità tra cui spiccavano greci, zingari, valacchi,
austriaci ed ebrei, ma anche serbi. Nonostante i
grandi cambiamenti nel tessuto urbanistico del quartiere, alcuni dei più antichi edifici di Belgrado si trovano qui.
A Dorćol è presente l'unica moschea sopravvissuta dopo l'indipendenza dalla Turchia, la moschea Bajrakli (Бајракли џамија / Bajrakli džamija)
sita in via Gospodar Jevremova, costruita nel 1575, trasformata in chiesa cattolica durante
l'occupazione austriaca tra il 1717 e il 1739 e poi restituita alla funzione originale. La presenza ebraica è, invece,
testimoniata dal Museo di storia ebraica nella via Kralja Petra I, a pochissima distanza dalla moschea; la monumentale sinagoga sefardita di Belgrado (costruita nel 1905-08) e gli altri edifici della comunità giudaica di Dorćol furono distrutti durante l'occupazione tedesca nella Seconda Guetta Mondiale.   La via Kralja Petra I presenta un gran numero di costruzioni risalenti al periodo successivo al piano regolatore adottato dopo l'indipendenza dall'Impero ottomano. Si tratta di palazzine costruite in stile liberty, secessionista o neorinascimentale, che si
affiancano a nuovi edifici come il palazzo Zepter, costruito in vetro e acciaio, costruiti negli ultimi anni. Quasi tutti i caseggiati nella zona alta di
Dorćol sono stati ideati nel gusto tipico dell'architettura della fine dell'Ottocento/inizi Novecento che mescolava e
affiancava il liberty alla reinterpretazione dell'Architettura rinascimentale.
La chiesa intitolata ad Aleksandr Nevskij (Храм светог Александра Невског / Hram Svetog Aleksandra Nevskog), in via Cara Dušana, nata come
cappella militare per il presidio russo in città alla fine del XIX secolo, fu costruita in stile moravo tra il 1928 e il '29.
A Dorćol sono presenti diverse istituzioni culturali. Il Museo di Vuk e Dositej (Вуков и Доситејев музеј / Vukov i Dositejev muzej), dedicato all'opera del filologo Vuk Stefanović Karadžić e del novellista Dositej Obradović, si trova nella sede di quella che fu la Grande scuola, il primo istituto d'istruzione superiore
di Belgrado, costruito in stile balcanico tradizionale, lo stesso in cui è stata edificata nel 1863 la casa in cui ha sede il museo dell'Arte teatrale (Музеј позоришне уметности / Muzej pozorišne umetnosti). La Galleria degli Affreschi (Галерија фресака / Galerija fresaka), costruita sul luogo dove sorgeva la distrutta sinagoga sefardita di Belgrado e aperta nel 1973 come parte del Museo nazionale di Serbia, raccoglie riproduzioni di famosi affreschi provenienti da numerosi monasteri medievali serbi soprattutto in Macedonia e Montenegro; tra le opere più ammirate, c'è la copia del Beli Anđeo, l'Angelo bianco raffigurato nel Monastero di Mileševa. Il Museo etnografico (Етнографски музеј / Etnografski muzej) si trova in Studentski Trg ed è ospitato in un palazzo in cemento armato,
esempio del Brutalismo socialista. Sulla stessa Studentski Trg si affaccia una delle sedi dell'Università di Belgrado dove c'è il rettorato.